# Happisburgh
Happisburgh (/ˈheɪzbʌrə, -bərə/ ⓘ) là một ngôi làng giáo xứ dân sự ở hạt Norfolk, Anh. Ngôi làng nằm trên bờ biển, về phía đông của con đường bắc-nam, B1159 từ Bacton trên bờ biển đến Stalham. Đó là một làng hạt nhân. Thị trấn quan trọng gần nhất là North Walsham 6 dặm (10 km) về phía tây.
Tên địa danh 'Happisburgh' lần đầu tiên được chứng thực trong Sách Domesday năm 1086, nơi nó xuất hiện dưới dạng Hapesburc. Tên có nghĩa là pháo đài của 'Hæp' hoặc 'địa điểm được gia cố'.
Happisburgh đã trở thành địa điểm khảo cổ quan trọng của quốc gia vào năm 2010 khi các công cụ bằng đá lửa hơn 800.000 năm tuổi được khai quật. Đây là bằng chứng lâu đời nhất về sự chiếm đóng của con người ở bất cứ đâu tại Vương quốc Anh
. Vào tháng 5 năm 2013, một loạt dấu chân người sơ khai được phát hiện trên bãi biển tại địa điểm, cung cấp bằng chứng trực tiếp về hoạt động ban đầu của con người tại địa phương này.
Đất đai trong khu vực đã bị biển vùi lấp hàng ngàn năm. Giáo xứ dân sự đã giảm hơn
0,2 km2 (50 mẫu Anh) trong thế kỷ 20 bởi sự xói mòn của các bãi biển và vách đá thấp. Tốc độ xói mòn giống như trong 5.000 năm qua
.  Năm 1968, các đê chắn sóng (groyne) được xây dựng dọc theo bờ biển để cố gắng làm chậm quá trình xói mòn. Trong điều tra dân số năm 2001, trước khi tách giáo xứ Walcott về phía tây bắc, giáo xứ (cũng bao gồm các khu định cư của Happisburgh Common và Whimpwell Green) đã có dân số 1.372 người trong 607 hộ gia đình. Đối với các mục đích của chính quyền địa phương, giáo xứ nằm trong khu tự quản
North Norfolk.